# 高爾夫詞彙
以下是高爾夫球運動中使用的術語表。在本文其他地方也定義了句子中的單詞時，它們將以斜體顯示。高爾夫球桿的舊名稱可以在 過時的高爾夫球桿條目中找到。 

## 0–9
第十九洞 (19th hole)
位於會所的酒吧 。

## A
一桿進洞/王牌 (Ace)
當球員只用一桿直接從發球區將球擊入洞中時。也稱為一桿進洞 。
站位 (Address)
球員採取站位並將球桿頭置於球後方的動作。如果採取站位時移動到球，則將被罰一桿。除非明確顯示球員的行動並無意使球移動。如果球員是以正常採取站位並將球桿頭置於球後方的動作卻使球移動，則在此情況下免罰。
合計 (Aggregate)
指加總超過一回合以上，或由兩位或兩位以上的球員合夥進行比賽而獲得的得分。
瞄 (Aim)
球员對著目標所在的方向以及打算讓球前進的方向瞄准。
擊空 (Air shot)
球員採取好站位接著揮桿打球卻完全錯過該球的打擊。擊空仍須以一桿計算。另參見揮空。
信天翁 (Albatross)
一個洞成績低於標準桿數三桿。也稱雙鷹球。
對準 (Alignment)
球員身體相對應球朝向目標線的位置。
平手（並列） (All square / AS)
在比洞賽中，當兩位球員或兩組球隊贏得相同洞數時這場比賽即是平手（並列）。
安布羅斯 (Ambrose)
一種分組比賽方式，每個球員開球後選出最有利的位置。 然後該組球員都從這個新位置打下一桿，依此類推。（亦稱為德州拼搏）
仰攻角度 (Angle of approach)
球桿頭採取進攻的擊球角度。以爭取球獲得高飛和旋轉的彈道。
進攻打擊 (Approach shot)
意圖使球落停在果嶺上的打擊。
裙邊 (Apron)
果嶺周圍的短草段與外側的球道或長草區隔開。也稱為短草區或果嶺邊緣。
職藝會員 (Artisan)
高爾夫俱樂部另一類權利受限且收費低廉的會員層級。歷史上，許多英國高爾夫俱樂部都擁有小撮的職藝會員組織是由工人階級中選拔出來。通常職藝會員的打球時段受限，不能進入會館，對俱樂部的管理層亦無權置喙，也不能參加正會員賽事以及必須對球場進行無償維護工作。 職藝會員俱樂部屬獨立組織具備與私人會員俱樂部就球場的使用排程進行談判權。某些職藝會員組織至今仍在運作。
照管（旗桿） (Attend / the flag-stick)
當球員握住並移走另一位球員瞄準球洞的旗桿時。
最遠 (Away)
形容球距洞最遠的球員。是最遠的球員就應該最先打。

## B
後九洞 (Back nine)
18洞高爾夫球場的最後9洞。打後九洞稱為“回九”。
背旋 (Backspin)
當球員擊球時產生向後旋轉。旋轉會使球降落在果嶺上後迅速停止或向後拉回。
上桿 (Back-swing)
高爾夫揮桿的第一部分。上桿是由球桿頭緊鄰在球的後方開始，並在球桿頭向上移至球員的頭後方結束。發動一詞是指上桿的第一部分。
球 (Ball)
一種用於打高爾夫球的小球，被使用在由揮桿的球員擊打。球通常是白色的，上面佈滿細小酒窩，並用多種材料製成。
球標 (Ball-marker)
代幣或小硬幣，用於在撿起球之前將球在果嶺上的位置標識出來。
洗球機 (Ball-washer)
一種設置在梯台旁用於清潔高爾夫球的設備。
香蕉球 (Banana-ball)
嚴重右彎球的結果造成香蕉形彈道。亦稱為極度右彎球。
土匪 (Bandit)
請參閱扮豬吃老虎Sandbagger。
裸地 (Bare Lie)
當球直接靜止在堅硬的地面上而沒有任何草皮可以使球浮起時（即），沒有草皮在球和地面之間形成縫隙。情況類似在硬墊上練習。
最佳成績賽 (Best ball)
一種適用兩人、三人或四人團隊的比賽計分形式。每個洞的團隊得分是取其中一位成員獲得的最低桿數。例如：如果球員A的桿數為5，則球員B的桿數為6，球員C的桿數為4，而球員D的桿數為5，則“最佳成績”的桿數為4。
庇亞里茲 (Biarritz)
球洞的果嶺上有一條深溝將果嶺表面分為二。源於法國比亞里茲的“ 燈塔高爾夫俱樂部”的著名例子。建在這古老海邊的3桿第三洞。
英國與國際高爾夫球場維護專業協會 (BIGGA)
是英國的專業協會，從球場維護的角度處理高爾夫的所有管理事宜。與美國相對話的組織，請參閱美國高爾夫球場總監協會。
小鳥球 (Birdie)
一洞成績低於標準桿數一桿。
讓分 (Bisque)
私下比賽使用的讓分形式。差點較高的球員可以選擇在哪些洞上獲得“豁免桿數”的讓分。這只是參與球員之間協商的問題，所以允讓的桿數會有多種變化，可能（在回合開始前、在一洞開球前、在一洞進行間甚至在一洞完成後）索取“豁免桿數”。高爾夫規則不承認這類成績。
咬住 (Bite)
某些球員在進攻打擊時做出大背旋球導致球在降落果嶺時立即停止。這種現象稱為咬住或煞住。取決於背旋能量，球甚至能向後拉桿。
刀背 (Blade)
（i）一種鐵桿頭，其重量均勻地分佈在球桿頭的背部，而不是圍繞在周邊（參見凹背）。
（ii）一種推桿頭，其擊球面比從桿面到桿背的距離大得多. 
（iii）以鐵桿底部打擊在高爾夫球上部造成“打薄”的結果，導致其彈道低且難以控制。
爆破 (Blast)
一種在沙坑的打擊，期待將球伴隨著沙子送上果嶺。亦稱為 轟炸。
盲射 (Blind)
一種讓球員無法看到球將落在何處的打擊情境，例如從低處將球攻向砲台式果嶺上。
受阻 (Block)
打擊結果嚴重偏向右邊（右撇打者）。類似於外推。
柏忌球 (Bogey)
一洞成績高於標準桿數一桿。
柏忌球員 (Bogey golfer)
差點 在20到24之間的球員。
借位 (Borrow)
請參閱轉折Break。
反彈角 (Bounce)
從球桿頭底部的前緣到桿頭著地點之間角度的測量值。在設計挖起桿時，反彈角賦予桿頭底部一個角度使底部的背緣永遠低於前緣，以防止桿頭挖入沙子太深或遭到長草的阻礙。
扳回 (Bounce Back)
吞下柏忌或更糟成績後立即在下一洞抓小鳥球或更高分。另請參閱反敗為勝Reverse Bounce Back 。
轉折 (Break)
推桿球經常不依直線滾動有或左或右的傾向。這種偏離包含多種因素綜合作用的結果，包括果嶺表面坡度，草紋，推桿的力道，或者在極端天候的風。在英國 ，俗稱為借位borrow。
被打趴 (Bullarding)
連續打出超過正常差點的成績或經常未能取得比賽勝利。這是扮豬吃老虎sandbagging的反義字。
滾地跑 (Bump and run)
低彈道擊球企圖使球沿著球道滾動並到達果嶺。類似於起撲球 ，但距離大更多。
沙坑 (Bunker)
窪陷的裸地通常為沙子所覆蓋。亦稱為沙陷阱 。在高爾夫規則中被視為是一種障礙。
果嶺邊沙坑 (Bunker, Green-side)
緊鄰果嶺旁邊甚或在果嶺內的沙坑。參見沙坑。
球道沙坑 (Bunker, Fairway)
位於球道上或球道中的沙坑 。參見沙坑。
殘洞告別賽 (Bye)
主賽提早結束時，由於一位球員或一組團隊以較大的優勢獲勝，因此在殘餘的洞數進行了一場簡短的比賽。其目的是給殘餘的洞增加一些競爭性的意義，也試圖給主賽的輸家有扳回面子的機會。通常告別賽的輸家會在第十九洞請第一杯飲料。這點與板球的對抗賽 傳統類似但名詞的用法不同。

## C
桿弟或球童 (Caddie or Caddy)
一個領取報酬的人，為球員攜帶球桿並提供建言。球員須對桿弟的行為負責。球員亦不能向伙伴及其桿弟徵求建言。蘇格蘭人擷取法語“少年”含助手或跑腿者之意造此名詞。
加爾各答 (Calcutta)
一種拍賣形式的下注，通常用於支持一支球隊贏得比賽。球員在加爾各答競標中針對他們認為會贏得比賽的球隊（或球員）競標（可以下自己或自己隊的注）。通過拍賣籌集所有的資金進入大金庫。比賽結束，誰押對獲勝球隊（或球員）下注者即可從大金庫中獲得預定款。
飛距 (Carry)
形容球在空中運行的距離。與滾距相反。通常用於越過障礙的打擊。例如，“這個打擊需要飛行200碼才能越過水障礙。”
高球車 (Cart)
（i）四輪電動或燃油動力車輛，用於從一個洞到另一個洞運送球員及其設備。 

（ii）用來搬運球桿袋的手拉式（2輪）或手推式（3輪）手推車，也有遙控的電動輪版本。
臨時積水 (Casual water)
球員採取站位後能見到的任何積水。雪和冰也可視為臨時積水，當水障礙裡面的水滿溢出堤岸時亦然。
凹背 (Cavity back)
任何特意設計使其主要重量分佈在球桿頭外緣周圍的鐵桿，用以獲得當擊球偏離中心時有最大程度的寬容。
起撲球 (Chip)
一種短擊（通常從非常接近及圍繞果嶺的周邊打球），用以縮短球在空中飛行距離並以餘勢滾向洞口。
冠軍巡迴賽 (Champions Tour)
從2002年到2015年專指PGA常春冠軍賽使用的名稱。
鑿地 (Chunk)
揮桿打擊將桿頭在擊中球前先擊中地面，導致大塊地面被當作草皮挖起。亦稱為打厚或“搗辣椒”。
克隆球桿 (Clone)
廉價品牌的高爾夫球桿，以外觀類似並模仿昂貴品牌高爾夫球桿的特性，並且沒有違反任何專利。
桿面關閉 (Closed face)
當（對映於目標線）球桿面朝向球員身體傾斜，亦即對右撇球員而言桿面朝左傾斜。
封閉型站姿 (Closed stance)
當球員的前腳更靠近目標線時。（對右撇球員而言）適用於打出左曲球或防止右彎球。
球桿、俱樂部、球場 (Club)
（i）球員用來打擊高爾夫球的工具。在一回合球賽中只允許球員最多攜帶十四（14）支球桿。

（ii）一群有組織的高爾夫球團體，通常擁有或管理一個高爾夫球場。

（iii）整個高爾夫設施，包括球場、會所、賣店及練習場等。
球桿頭 (Club-head)
球桿用來擊球的部分。
球桿面 (Club-face)
球桿頭的表面設計用來打擊高爾夫球。以球桿面中心擊中球可獲得最遠距離和最佳準確性。
會所 (Clubhouse)
高爾夫球場上為球員提供設施的建築物，通常包括更衣室、酒吧、餐廳、俱樂部辦公室以及佈告欄提供有關當地規則、賽道狀況、預告賽程等信息。俱樂部會所可能設有賣店和宿舍。會所通常位於球場的第一洞和最後一洞附近。
回推 (Come-backer)
前一個推桿經過洞後需要的推回的一桿。
迫擊 (Compress)
高爾夫球桿針對球使用稍向下切攻擊角度的擊球方式。
壓縮度 (Compression)
用以表示高爾夫球硬度（通常為90壓縮度）的度量。 較硬的球（100壓縮度）適用於桿頭速度快的球員，但在風大條件下也可能好用。
禿鷹球 (Condor)
一洞成績低於標準桿數四桿；例在標準桿5桿時一桿進洞。亦稱為三鷹球。理論上不存在。
倒數 (Count-back)
比賽中確定平手局面由誰獲勝的計分方法。可以使用幾種不同的計算，但是通常會依次比較最後九洞、最後六洞、最後三洞和最後一洞的得分，直到出現贏家。
球場 (Course)
土地上被指定的區域通過從第一洞到最後一洞依正常順序打高爾夫球之用。
球場等級 (Course rating)
Course球場等級是在高爾夫球場上給每組發球區的一個數值，大約等於在正常條件下由零差點球員要完成球場所需要的打擊次數。
球場禮遇 (Courtesy of the course)
免除果嶺費。偶爾會擴及到訪參加正式比賽的球員，到訪的職業選手和其他高爾夫俱樂部的工作人員。
對調握法 (Cross-handed)
推桿（有時為全揮桿式）握把，將手放在與傳統握把相反的位置。對於右撇球員交叉握法會將左手放在右手下方。亦稱“左手低位”握把，眾所周知它可以幫助球員對抗推球顫抖.
晉級 / 右彎球 (Cut)
（i）在多回合比桿賽中削減參賽者數量。通常會設晉級以便固定球員數量，再加上與該位置並列的任何人，或與領先者差距固定桿數的任何人都可以參加後續回合（通常為70與並列；大師賽為前50或差距十桿，取較多者）。比賽可能會有一次以上的晉級，當球員未能順利通過第二次晉級時通常被稱作“晉級未完成”或“MDF”。

（ii）類似右曲球的打擊，切球從左向右彎曲（對於右撇球員），但通常彈道較高。

## D
死球 (Dead)
電視廣播俚語意指完全無解的脫困打擊。其中賈利‧麥考德最愛說的“拿個屍袋包走吧！”該是最嗆的變體。
球紋 (Dimples)
高爾夫球表面佈滿淺酒窩般的圓形凹紋是有科學根據的設計能使球穩定而實在地飛行。藉著球紋減少阻力的特性使高爾夫球在空中停留的時間要比光滑球更久。
草皮、球痕 (Divot)
（i）打擊時被球桿頭挖起的整塊帶土草皮。 
（ii）進攻時球撞擊在果嶺表面上產生的凹痕；更恰當地稱為撞擊痕或球痕。
八桿 (Dog-balls)
在任何單一球洞上得分為“8”。該術語源自歐洲人寫阿拉伯數字“8”神似狗坐姿的側影。亦稱為“堆雪人”〈兩個零疊成“8”〉。
狗腿洞 (Dogleg)
一個洞的球道先筆直一定距離然後向左或向右彎曲。這類洞之所以有此稱號是因為俯瞰似狗腿的形狀。
狗牌 (Dog licence)
比洞賽比赛獲勝者的成績以贏得7洞，剩下6洞（稱為7和6）終賽時的暱稱。會發生在18洞比賽的第12洞或36洞比賽的第30洞。之所以此命名是因為在1971年十進制之前，英國的狗牌照費用為七先令和六便士（寫成7 / 6，新幣制37½p），通常被稱為七和六。
鬥美 (Dormie or Dormy)
比洞賽的的情況當球員或球隊領先洞數與剩下的洞數相等時。例如，贏四個洞碰上剩四個洞的局面稱為“鬥美四”。
俱樂部宿舍 (Dormie house)
高爾夫俱樂部附有可提供過夜住宿服務的建築物。
雙柏忌 (Double bogey)
一洞成績高於標準桿數兩桿。
事倍功半 (Double cross)
球員本意打右曲球卻擊出左鉤球，或相反地想打左曲球卻出現右切球。之所以這麼稱呼是因為球員已經向左瞄準（在打出右切球的情況下）並且結合此擊還需要打個左鉤球才能實現向左的目。
雙鷹球 (Double eagle)
一洞成績低於標準桿數三桿。亦稱為信天翁。
下擊 (Downswing)
結合身體和球桿的運動用於將上桿到頂部的球桿揮桿移向撞擊點。
左曲球 (Draw)
對於右撇球員而言，擊出向左彎曲的球；通常由熟練的好手刻意打出。過度的左曲球通常會變成左鉤球 。
開球 (Drive)
每洞的第一球都是從發球台（參見定義）打的，通常用開球桿（一種高爾夫球桿）完成。
鴨鉤球 (Duck-hook)
嚴重平射的左鉤球，毫無機會達成空降。
笨擊 (Duff)
恐怖的擊球。通常是擊球時桿面和高爾夫球之間很少或沒有接觸的打擊。也稱為憨打、亂擊或閃失 。

## E
老鷹球 (Eagle)
一洞成績低於標準桿數兩桿。
平標準桿 (Even)
一洞成績等於標準桿數。
沙坑轟擊 (Explosion Bunker Shot)
一種在沙坑的打擊，期待將球伴隨著沙子送上果嶺。 亦稱為爆破。
PGA歐洲巡迴賽 (European Tour)
隸屬PGA巡迴賽系列居世界級職業高爾夫巡迴賽之一。 總部設在歐洲，但與美國的大賽和世界高爾夫錦標賽共通積分，並延伸部分賽事至亞洲、非洲和澳大利亞的許多其他錦標賽。

## F
右曲球 (Fade)
對於右撇球員而言，球路會稍向右彎曲，通常是由熟練的高爾夫球手刻意打的。過度右曲球將形成右切球。
球道 (Fairway)
發球台和果嶺之間維護得當的通道，可讓球獲得好球位。
球道擊球 (Fairway hit / FH)
在標準桿4桿或5桿洞開球後任何在接觸到球道表面被擊中的球。球道擊球的百分比是PGA巡迴賽眾多統計數據之一。
球道標記 (Fairway markers)
球道上標記到果嶺中心的距離。有些直接標記碼數。大多以顏色顯示如下：黃色=250碼、藍色=200碼、白色=150碼、紅色=100碼（或米）。這些顏色並非標準，會根據各球場自訂而異。
打厚 (Fat)
球桿在擊中球之前就與草皮接觸的打擊，導致擊球不良並損失距離。
直接進洞 (Ferret)
從果嶺外直接進洞。
旗桿 (Flag-stick)
有一定高度且可移動的標幟，通常是金屬桿身頂部帶有旗幟，用於指示果嶺上的球洞的位置。也稱為圖釘。有時會增加較小的旗或其他不同色彩放在旗桿上，以指示球洞在果嶺上的（前、中或後）的位置。
飛球位 (Flier)
球被困在草叢中且在擊球時球和球桿面之間被草阻隔的一種球位。飛球位往往會導致“直飛球”，很少甚至沒有旋轉（由於草葉阻隔球桿面凹槽發揮作用），且飛距會比預期的要遠。
浮落球 (Flop shot)
以開放的站姿和球桿面做出的短擊，目的在使球飛上高空並輕落在果嶺上。當球員面對果嶺範圍太狹窄時打浮落球很有用，但只能挑球位最好的時候嚐試。
送桿 (Follow through)
高爾夫揮桿擊球後的結尾。
看球！ (Fore)
當球有可能擊中其他球員或觀眾時發出的警告叫喊聲。
前置桿弟 (Fore caddy)
一名受球員或球隊聘僱走在球員前面用以發現他們的打擊落點並找到球。盛行在早年一顆手工繞絨球的成本要貴過僱前置桿弟的費用時。當今在職業巡迴賽中，前置桿弟配置在每個洞的功能相同但是為了節省找球時間。
四球賽 (Four-ball)
在兩位搭檔組成二方的比洞賽中，每位球員都各打自己的球。每個洞都以同組夥伴桿數較低者與對方桿數較低者相較量。在比桿賽中的四球賽，則是每支球隊由2名球員組成的數支球隊之間的競賽，每洞成績取兩位搭檔得分低者計入該隊的18洞總數。術語中四球只是對球場上四人一組的非正式名稱。
四人二球賽 (Foursomes)
比洞賽中，各自成對的雙方之間進行對抗，兩位搭檔針對一球作交替打擊。第一球員開球，第二球員打第二桿，第一球員打第三桿，依此類推直到球進洞。此外兩位搭檔會交替發球，如此該隊的一名球員將始終在奇數洞發球而另一名球員則包辦偶數洞。比桿賽的四人二球賽，則是每支球隊由2名球員組成的數支球隊之間競賽，球員交替打球，直到進洞。術語中四人只是對球場上四人一組的非正式名稱。
法式球路 (Frenchie)
戲稱打擊出高爾夫球先擊中一棵樹再彈跳回球道上的路徑。
果嶺邊緣 (Fringe)
果嶺周圍經過緊密修剪的區域。用以區隔果嶺和球道之間的短草區。
前九 (Front nine)
高爾夫球場上第1至第9洞的總稱。
特別獎 (Funnies)
各種非正式的打擊成果，無論是正面還是負面的；與傳統成果如小鳥球或老鷹球不同，這些成果是針對比賽過程中可能發生的異常事件。 主要用於增加非正式比賽的趣味，使球員無論比賽的總結如何都可以得到獎。通常牽涉博奕，以小額賭注根據何種趣味而決定易手獎項。

## G
美國高爾夫球場總監協會 (GCSAA)
美國高爾夫球場總監協會。相似於英國的“英國與國際高爾夫球場維護專業協會”。
讓與 (Gimme)
指指經由其他選手同意免推的情況下自動計數的推桿（在公認不會錯過該推桿的情況下）。比桿賽規則中不允許使用“讓與”，但常在友誼賽中使用。然而，在比洞賽中任一球員都可以在任何時候提出正式讓與該擊、該洞或該回合比賽，且不得拒絕或撤回。通常比洞賽中的球員會直接給對手的洞口輕拍或短推桿讓與。
金貂擊 (Golden Ferret)
從（果嶺邊）沙坑直接進洞的擊球。
金鰲跳 (Goldie Bounce)
當球撞擊深草區的一棵大樹並反彈到球道上時。 
高爾夫球桿 / 高爾夫俱樂部 / 高爾夫球場 (Golf club)
（i）球員用來擊打高爾夫球的工具。在一回合中只允許球員攜帶最多十四（14）支球桿。（ii）一群有組織的高爾夫球團體，通常擁有或管理一個高爾夫球場。（iii）整個高爾夫設施，包括球場、會所、賣店、練習場等。
勢均力敵 (Good-good)
當比洞賽中的兩名球員互相同意讓與對方的推桿時。
草紋 (Grain)
草的生長方向，尤指果嶺上（詳下文）。依據果嶺的草種和修剪方式的不同，草紋會顯著影響推桿球的速度和動向。
大滿貫 (Grand slam)
同一日曆年內贏得所有主要高爾夫球賽的冠軍。在美國名人賽成立之前，美國和英國的全國業餘錦標賽以及兩次全國公開賽都被視為大滿貫賽事，只有鮑比·瓊斯符合這項定義。至於“職業大滿貫”則不受此限，只要贏得了每個大滿貫賽的冠軍一次，而不需在同一年。
果嶺 (Green)
球洞周圍特別處理草面的區域，該區域適用推桿打球。
果嶺費 (Green Fee)
球場管理者收取打一回合高爾夫球的費用。
先發再選二球賽 (Greensomes)
是四人二球賽的變體，每方由兩位搭檔組成。兩名球員在每個發球區都各發一球。然後選擇位置較有利的球，另一球則撿起。此後，球員進行交替打擊。因此，如果選擇了A的開球，則開球的打球順序為A-B-A-B等，直到球進洞為止。如果選擇了球員B的開球，則打球順序為B-A-B-A等。桿數最低的組贏得該洞。
攻果成功 (Green in regulation / GIR)
當球的任何部分接觸到果嶺的推桿表面，且擊球數至少比標準桿少兩桿，則果嶺被視為成功攻占（即標準3桿洞的第一桿、標準4桿洞的第二桿或標準5桿洞的第三桿）。攻果成功率是PGA巡迴賽重要的參考統計數據之一。
總桿數 (Gross score)
在計算該球員的差點之前一洞（或一回合）所擊球的總次數。
球桿觸地 (Grounding the club)
將球桿面置在球後方並觸及地面。規則禁止在沙坑中將球桿觸地但在處罰區打擊時則解禁。
待修復地 (Ground under repair / GUR)
高爾夫球場上標示正在修理的區域“GUR”。如果球落在該區域則可以免罰脫困。
開槽 / 慣定 (Groove)
（i）球桿表面的槽縫用以使球旋轉。 
（ii）球員良好的揮桿練習達到容易重複相同打擊通常被稱為“慣定生巧”。

## H
黑客 / 害客 (Hacker)
（i）缺乏或完全沒有高爾夫球禮儀的人。 
（ii）差勁的高爾夫球手經常沮喪或脫離。
平手 (Half)
在比洞賽中，當兩個球員或球隊以相同桿數平分一個洞（或併列）。在某些隊際賽中，例如萊德杯和總統杯（除了後者的單打賽總成績存疑時），在18洞結束後仍平局則比賽將不再繼續，稱為“平手定局”，每隊各得半分。
差點 (Handicap)
評量高爾夫球手潛力的一種數據使能力各異的球員間藉此相互競爭。
場內賣店 (Halfway house or Halfway hut)
通常在第9和第10洞之間的建築物，為球員在回合中提供小吃和點心。
手業 (Handsy)
揮桿或推球過程中手腕動作過度的球員，造成不穩定的擊球或推桿。
硬地 (Hard-pan)
地面狀態經常是裸露堅硬的。通常硬地是指只有少許甚至沒有草且堅硬、乾燥的土地。
障礙 (Hazard)
任何沙坑或固定水域包括標示為水障礙的所有地面。在障礙內擊球時需要遵守特殊規定。
桿頭踵部 (Heel)
桿頭最靠近桿身的部分。
球洞 (Hole)
地面上的圓形孔洞，亦稱為“洞杯”，直徑為4.25英寸（108毫米）。
一桿進洞 (Hole in one)
只用一桿將球從發球區打入洞中。
一桿進洞險 (Hole in one insurance)
許多賽事都會在特定的洞提供球員如果打出一桿進洞可以獲得豐厚的獎金。通常會先買理賠償保險以防任何人都有機會獲獎。該保險亦接受個人投保，用以支付萬一打出一桿進洞時請全場人員喝一杯的開銷。 
左鉤球〈對於右撇球員而言〉 (Hook)
一個打擊最初漸離球員揮桿面飛行，但最終急劇向球員彎回的彈道。一般情況左鉤球是無意的；但是好手亦能刻意以此創造優勢。 回顧許多最偉大的球員（例如本·侯根  ））在其職業生涯中曾一次或多次受到左鉤球的困擾，因此左鉤球通常被稱為“強勢的失誤”。有相同軌跡但程度較小的彈道稱為“左曲球”。高手經常刻意打左曲球來達成側旋。彈道彎曲的飛行則是側旋的結果。  由於桿面閉合降低了桿面傾角並減少了後旋，因此左曲球/左鉤球的打距要比右曲球/右切球更遠。
左曲球通常被認為是“理想”的飛行球路，旋轉是有意打的，而左鉤球則是過度旋轉的“左曲球”往往被歸納為無意造成的失誤或失控。
桿身座 (Hosel)
球桿頭的中空部分用於安裝桿身。球被桿身座擊中通稱為閃失 。
混血桿 (Hybrid)
21世紀起漸流行的一種球桿，結合了長鐵桿的機能和球道木桿的寬容性質與打距。當今大多數球員至少會攜帶一支混血桿。

## I
爭冠 (In contention)
當球員有機會贏得比賽即被稱為“爭冠”。在最後一回合比賽中上升至領先榜的球員被稱為“擠入爭冠”。
扣指握桿法 (Interlocking grip)
〈對於右撇球員而言〉以右手小指鉤住左手食指的握桿方式。
回九 (Inward nine)
高爾夫球場的後九洞，命名緣自古早海濱球場的設計皆為前九洞由會館“出”發，後九洞向會館推“進”。
鐵桿 (Iron)
带有平面實心金屬桿頭的球桿，編號通常從1到9以表示桿面仰角增加。

## J
迫擊 (Jab)
短促、快速且經常不穩定的推桿。

## K
平擊 (Knock-down)
一種調整成極低彈道的打擊，通常用於對抗強風。

## L
延伸 / 滯後 (Lag)
（i）一個使球靠近球洞的長推桿。 
（ii）在下桿過程中，桿頭在釋放之前“滯後”在雙手後方的片段。
作球 (Lay-up)
為了將球打至某定位，故意用比到達洞口更短距的球桿打球。藉此確保下一桿更能掌握或避開遠處的障礙。
列文洞 (Leven)
一種短四桿洞需大膽的開球飛越沙坑或其他障礙來獲得接近果嶺的甜頭，較之保守開短球仍受果嶺附近障礙阻擋顯得更直接。以蘇格蘭列文郡倫丁海濱球場的第16洞為例來命名。 
球位所處之狀態 / 桿頭臥角 (Lie)
（i）球靜止在地面上所處之狀態，這可能會增加下一個擊球的難度。 
（ii）桿身中軸與球桿頭的桿頭底部之間的夾角。
擊球線 (Line)
預期球在打擊後所走的路徑。在果嶺上尤其重要，若踩踏另一名球員在果嶺上的擊球線將被視為違反禮儀。
海濱球場 (Links)
一種高爾夫球場，通常位於沿海沙丘上。
高飛球 (Lob)
短而高的拋物線打擊，通常藉由大仰角挖起桿產生。
當地規則 (Local rule)
高爾夫球規則適用於特定高爾夫球場上可能出現的異常情況。 
桿面仰角 (Loft)
球桿身和球桿面之間的角度。
鬆散自然物 (Loose impediment)
任何未固著的自然物，例如：石頭或樹葉。除非在障礙內，否則通常允許球員將其移開，但是如果在移開時動到球，則將被罰一桿（果嶺除外，只需將球放回原位）。
美國女子職業高爾夫協會 (LPGA)
（i）總部位於美國經營世界上最主要女子高爾夫巡迴賽的組織。從成立之初即由女性俱樂部和職業選手共同組成，有別於美國的男子高爾夫，自1968年以來高爾夫俱樂部和職業選手分別隸屬不同的機構。 
（ii）其他仿效美國女子職業高爾夫協會支持女子職業高爾夫運動的其他幾個國家組織。這些機構可能遵循美國模式，或分別致力於職業巡迴賽事。

## M
晉級未完成 (Made cut did not finish / MDF)
在某些錦標賽中（早在PGA巡迴賽和英國高爾夫球公開賽先開例），依成績慣稱那些通過前兩回合晉級進入第三回合搶第二次晉級的球員們。PGA巡迴賽的晉級取前70名和並列，但若超過78名以上晉級，第二次晉級會將名額減回前70名和並列。  通過兩次晉級的選手將可獲得獎金和FedEx杯積分（亦即晉級未完成者乃非遭淘汰、退賽和取消比賽資格級別）。
大賽 (Major(s))
最負盛名的高爾夫球賽。在當今賽事中的美國名人賽 、美國高爾夫公開賽 、英國高爾夫球公開賽和PGA錦標賽公認為男子主要大賽 。全日空錦標賽 、LPGA錦標賽 、美國女子公開賽 、英國女子公開賽和愛維養錦標賽為目前女子主要大賽 。從歷史上看，當20世紀中葉職業比賽佔據主導地位之前，英國和美國業餘錦標賽也經常被認為是男子大賽。偶爾人們亦稱球員錦標賽為“第五大滿貫”。
球標 / 記分員 (Marker)
（i）一個小金屬或塑膠圓幣用在果嶺上將球撿起清潔時標記球的位置。 
（ii）由委員會任命在比桿賽中記錄競爭對手分數的人。他們也可能是同組的競爭對手兼任。
中鐵桿 (Mashie niblick)
中鐵桿在過時的高爾夫球桿的名稱，其仰角與現代7號鐵桿相似。在20世紀的上半葉，隨著鐵桿組編號形成“配對”的盛行，這類過時名詞漸形式微。
比洞賽 (Match play)
一種球員或球隊以逐洞較量成績的高爾夫比賽形式；也是最古老的高爾夫比賽形式。總桿數並非決勝關鍵。而是以贏得洞數多者獲勝。在比洞賽中的贏家有可能總桿數比對手多。
金牌賽 (Medal play)
通常是比桿賽的代稱但有時是更具體的含義，指的是比洞賽前階段的比桿預選賽。
金牌得主 (Medalist)
在比洞賽前階段的比桿預選賽獲勝的領先者。
會員彈跳 (Member's bounce)
高爾夫球的任何反彈可以讓最初看起來是錯誤的擊球卻獲得更有利的改善。
青壯業餘 (Mid-amateur)
該術語用於描述（通常指低差點）業餘高爾夫球手，其年齡超過一定標準，但還不足以編入長春組（即年齡尚不足50或55歲）。青壯業餘比賽的最低年齡限制因國家和組織而異；例如，USGA的男子的和女子的青壯業餘錦標賽須滿25歲，英格蘭高協舉辦的英格蘭青壯業餘（羅根盃）則須滿35歲。
錯讀 (Misread)
錯讀是錯誤地識別正確的推桿路線。
資格賽菁英 (Monday qualifier)
受獎勵進入職業高爾夫正式比賽的菁英選手，乃是經由在周一舉行的比桿賽預選而出。
準決搬遷日 (Moving day)
為期四天巡迴比賽的倒數第二天，此稱呼形容在這天各競爭對手試圖努力拼進最後決賽。
泥球 (Mud ball)
高爾夫球上粘有土壤或其他雜物會影響其飛行。在一般規則下只有球處於果嶺上時才允許清潔比賽中的球。但在特殊情況下根據本地規則可能會鬆綁該規定（請參閱較佳球位）。
重打不計 (Mulligan)
重打或再打一球，而不會將之算作一桿，也不會計入罰桿。為規則所不允許，也不能在比賽中出現，但在某些國家（尤其是美國）的休閒友誼賽中很常見。

## N
三段注 / 拿騷 (Nassau)
高爾夫球手之間的一種下注，基本分成三個單獨注。賭注是根據前9洞，後9洞和總計18洞的最佳成績所下。
淨桿數 (Net score)
除去高爾夫球手的差點後得到一洞（或一回合）所擊球的桿數。
九鐵 (Nine-iron)
鐵桿組中仰角最高的一支。用於近距離打擊。
無卡 (No Card / NC)
如果球員未繳回計分卡以完成回合則該球員將被記錄為“NC”。但球員受傷退賽則不屬此例。 
未繳回 (No Return / NR)
請參閱無卡 。

## O
一路充電 (On the charge)
當球員在比桿賽最後一回合接二連三地在每洞抓鳥的竄起爭冠氣勢就會被說是“一路充電”。
桿面敞開 (Open face)
當（對映於目標線）球桿面遠離球員身體傾斜，亦即對右撇球員而言桿面朝右傾斜。
開放型站姿 (Open stance)
當球員的前腳更遠離目標線時。（對右撇球員而言）適用於打出右曲球或防止左鉤球。
局外人、事、物 (Outside agent)
不在比賽範圍內的任何人、事、物，或者在比賽中不屬於比賽者一方的任何人、事、物。裁判、記分員，觀察員和前置桿弟都是局外人。自然界的風和水則非局外的因素。
前九 (Outward nine)
高爾夫球場的前九洞，命名緣自古早海濱球場的設計皆為前九洞由會館“出”發。
界外或出界 (Out-of-bounds)
指超出球場範圍的區域。當擊出的球靜止在“界外”時，球員即“錯失擊球和距離”，意即他或她必須從原擊球處打出另一球並被判罰一桿。界外區域通常用白色界樁標示。例如，當球員從發球區的第一桿球打出界，則被罰一桿然後球員從發球區打第三桿的球。
重疊握桿法 (Overlapping grip)
請參閱瓦登握桿法 (Vardon grip)

## P
推速 (Pace)
推桿使球到達洞口的速度。推速和轉折是解讀果嶺的兩大課題。
標準桿 (Par)
一洞（由該洞的距離定義）或整個球場（加總所有洞的標準桿）的標準桿數。
陷阱洞 (Penal)
設計高爾夫球洞的一種類型用以削減球員為平標準桿時打擊的選擇。當未能成功擊出時就會受重重障礙的懲罰。亦比擬為策略洞。
完美回合 (Perfect round)
在一回合中所有18個洞均取得抓鳥或更佳的成績。是高爾夫選手夢寐以求的境界。
職業高爾夫球協會 (PGA)
任何職業高爾夫球員的協會，例如：美國職業高爾夫球協會 。
PGA巡迴賽 / 美巡賽 (PGA Tour)
在美國和北美地區主辦男性職業高爾夫巡迴賽的組織。
PGA常春冠軍賽 (PGA Tour Champions)
PGA巡迴賽之一主要在美國舉行，之前是提供50歲以上的男性高爾夫球冠軍們切磋。
圖釘 (Pin)
暱稱旗桿的俚語。
撿起 (Pick Up)
任何在完成該洞之前拾起高爾夫球的動作。
洞口在望 (Pin-high)
指果嶺上球的位置可沿著假想的水平線與洞口平齊；此點亦可擴充至果嶺的周邊。
劈起球 (Pitch)
短距離打擊（在50碼或米範圍內），通常使用大仰角球桿且不做滿全揮桿，目的是使球飛向目標（基本是洞口）的精準度高過其他鐵桿的全揮桿。
撞擊痕 (Pitch mark)
球著陸時在果嶺上造成的撞擊凹痕。球員被要求必須使用球梯或草皮工具修復其球痕。
越組 (Play through)
動作緩慢的一組球員授予動作較快的一組球員在球場上超越的許可。 
陷落球位 (Plugged lie)
一個壞球位至少被砂土掩埋了半顆球。亦稱為“埋藏球位”或在沙坑中稱為“荷包蛋”。
追贈差點 (Plus handicap)
高爾夫差點小於零者須給優惠。“正”差點的高爾夫球員得在自己的成績追加對方的差點。
高射炮 (Pop-up)
發球台上的不良打擊，桿頭頂部打在球下方導致球直沖飛天。除了損失距離外，這種擊球經常會在桿頭頂部留下白色的刮痕或造成硬柿木桿頭上的凹痕。亦稱為“沖天炮”。
傳遞功率 (Power transfer ratio)
球速除以桿頭速度的比率
較佳球位 (Preferred lies)
依當地規則允許在場地遭到不利的情況下將比賽中的球撿起、清潔並在球道上移動位置 。 
打擊前試揮 (Pre-shot routine)
有經驗的球員為準備打擊的必備步驟。流程通常包括揮桿練習和預察球擊出的路徑。
職業高爾夫球員 (Pro / Professional)
以打高爾夫球或教高爾夫以獲得金錢報酬的人士。他們或以擔任巡迴賽專業參賽者，也可以擔任教學專業者（亦稱為俱樂部專業人士）。
高爾夫專賣店 (Pro shop)
高爾夫俱樂部裡的商店，由專業人士經營，球友可以在此購到高爾夫設備。
內拉 (Pull)
內拉是指球的運動軌跡無意間向著球員揮桿面內側偏移的打擊。
穿擊 (Punch shot)
彈道很低的打擊，通常是球員為了從樹林中擊球時避免受到樹枝的干擾。與平擊類似，也可以用來避免強風。
外推 / 平該洞 (Push)
外推是指球的運動軌跡無意間向著球員揮桿面外側偏移的打擊。在比洞賽中，平該洞發生在兩方競爭對手都沒贏洞時。
推球 (Putt)
在果嶺上的打擊，通常使用推桿 。
練習果嶺 (Putting green)
練習果嶺是通常設在會館附近的推桿區域，用於熱身和練習推球。
推桿 (Putter)
一種特殊的高爾夫球桿，其桿面仰角極低，可使球藉著上旋沿著果嶺表面前進。

## Q
菁英資格檢定賽 (Q-School)
“菁英資格檢定賽”非指學校，乃是幾個主要職業巡迴賽的資格競賽，例如美巡賽，歐巡賽或LPGA巡迴賽。菁英資格檢定賽是一個多階段巡迴賽（美巡賽辦四場，歐巡賽辦三場，LPGA巡迴賽辦兩場）在為期一周的資格賽中達到高峰的頂級選手（美巡賽取前25名加並列， 歐巡取前30名加並列，LPGA只取前20名）將獲頒“巡迴卡”視為參加下年度巡迴賽的資格。其決賽為男子6回合（108洞），女子5回合（90洞）。 由於“巡迴卡”資格辦法的更改，在2012年為2013年度PGA巡迴賽舉辦的菁英資格檢定賽則是最後一屆，自此消失。 

## R
R&A (R&A)
R＆A自2004年從位於聖安德魯斯的皇家古老高爾夫俱樂部，獨立出來，承接該俱樂部自1754年成立並於1897年開始將高爾夫球規範化成為除北美以外高爾夫球的全球管理機構，除美國和墨西哥由美國高爾夫協會（USGA）負責外本身則與110多個國家/地區的業餘和職業高爾夫組織合作。
測距儀 (Range Finder)
一種用於確定人與物體相對距離的測量設備。在高爾夫，最常用於找出球員距旗洞有多遠。
砲台式果嶺 (Redan)
一個洞的果嶺通常是其右前部分向下傾斜並遠離入口點，此靈感源自於蘇格蘭北伯威克西濱球場的第15洞-雷堡洞。
釋放 (Release)
（i）揮桿下擊讓腕部鬆開擺盪的時機。延遲釋放（產生滯後 ）是使揮桿產生爆發力的關鍵之一。 
（ii）打在果嶺上的背旋球當煞車作用終止後的向前滾動。
反敗為勝 (Reverse Bounce Back)
吞下柏忌或更糟成績後立即在下一洞抓小鳥球或更高分。另請參閱扳回 (bounce back) 。
粗草 (Rough)
與球道接壤的草，通常比球道的草高且粗。
掄元比洞制 (Rowan Match play)
單回合比洞賽的的形式，由3位或更多的球員進行。球員開始對抗所有其他人，直到一位球員以最佳成績贏得一洞。於是該球員以領先一洞之勢與其他比賽夥伴所組成的一隊繼續進行對抗，輸方設法將成績扳回。在3人比賽中，當某一人獲得領先一洞拾，比賽即進入以領先球員與其他兩名球員對抗計分的形式。
意外的停轉 (Rub of the Green)
當運動中之球發生被第三方/物體擋轉或擋停時，例如有球越界卻擊中旁觀者或樹木而使球又彈回界內時。
滾距 (Run)
球著陸後行進的距離。高爾夫擊球的兩個距離首先是“飛距”，然後是“滾距”。
路透桿 (Rutter)
桿頭縮小的短鐵桿用於將球自車輪溝痕裡打擊出來。

## S
扮豬吃老虎 (Sandbagger)
高爾夫球員呈報的差點比他真正的實力要高，例如，報差點八，打出差點二。扮豬吃老虎選手通常會為了在球場上贏得賭注而報高自己的差點，公認是作弊行為。亦稱為土匪。
沙坑救援 (Sand save)
當球員在果嶺旁沙坑 以一切一推達到標準桿時。沙坑救援率是PGA巡迴賽重要的參考統計數據之一。
沙陷阱 (Sand trap)
參見沙坑。對比賽有深入了解的高爾夫球員很少將沙坑稱為沙陷阱。
沙坑挖起桿 (Sand wedge)
大仰角球桿，專門設計用於打球出沙坑。現代沙坑挖起桿是傑恩·薩拉森（Gene Sarazen）的發明。儘管沙坑挖起桿是為打沙坑球而設計的，但實際上可用於100碼（90米）內所有類型的打擊。
沙勝或沙贏 (Sandy or Sandie)
平標準桿或更佳的成績包含沙坑打擊。專用在某些高爾夫賭局中視為積分。如果在同一洞打了兩個或三個沙坑球後獲得了平標準桿或更佳的成績，則分別使用術語為雙沙勝或三沙勝。參見特別獎。
蘇格蘭四人二球賽 (Scotch foursomes)
在蘇格蘭四人二球賽中同組兩名球員互相競爭。球員交替擊打同一球。第一個球員開球，第二個球員打第二桿，第一個球員打第三桿，依此類推，直到球入洞。至此，“蘇格蘭四人二球賽”的定義與普通“四人二球賽”的定義相同；但是，球員不會像四人二球賽那樣交替開球。如果球員A在第一洞開球，而球員B在此洞推進，則球員B不會在第二洞開球，這意味著從理論上講，球員A可能在每個洞開球。桿數最低的組贏該洞。
斯客難搏 (Scramble)
（i）當球員錯過攻果成功，但仍能在該洞取得標準桿或更佳成績時。斯客難搏率是是PGA巡迴賽重要的參考統計數據之一。
（ii）兩人或四人賽制，類似於最佳成績制，但斯客難搏制外加選擇，每個球員先擊球，選擇最佳球位，然後所有球員從該選定位置繼續擊球比賽。
零差點球員 (Scratch golfer)
差點為零的球員。
資深 (Senior)
指賽事針對年長高爾夫球員或參加此類比賽的個人。在男子職業高爾夫中標準下限為50歲。某些比賽將下限設為45（女子高爾夫的傳奇巡迴賽）或55（美國常春業餘錦標賽）。
長春PGA巡迴賽 (Senior PGA Tour)
當今PGA巡迴賽冠軍的原始名稱；自1980年沿用至2001年。
善搏 (Shamble)
一種類似斯客難搏的格式，每個球員都從發球台開球，從中選擇最佳發球，然後每個球員都從被選到的球位繼續完成該洞。
閃失 (Shank)
擊球時球被球桿的桿身座擊中並以較大角度偏移目標彈至較短的距離。高爾夫球員若經常從桿身座擊出球就說是受到“閃失”的影響。
蝦弓球 (Shrimp)
嚴重的鉤球，路徑形似蝦的弓狀而得名。
打到你〈我〉的年齡 (Shoot your (my) age)
完成一回合18洞結算球員的得分等於或小於其年齡。例如，一個八十歲的男人成績為80桿意即打到了他的年齡。
打到你〈我〉的溫度 (Shoot your (my) temperature)
完成一回合18洞結算球員的得分等於98或99。由於這不是一個好成績，因此通常用來嘲笑對手。〈僅限使用華氏溫標的美國〉。
短打 (Short game)
在果嶺上或果嶺附近的打擊。包含推球、起撲球、劈起球和果嶺旁沙坑球都屬於短打。
果嶺窄邊 (Short side)
擊球錯過果嶺停球落到洞口貼近裙邊的同一側。果嶺上只剩很少的區域可以落球及停球導致下一打擊的困難度。
坐定！ (Sit!)
告訴球輕輕落下，著陸後就不要滾動。
剝皮 (Skin)
剝皮戰是以進場球員約定的一種比洞賽，每個洞都有設定值（通常是金錢或積分）。無論那皮的價值為何，贏得該洞的球員必聲稱贏得了“皮”。如果球員同意不將洞平手，則剝皮戰可能比標準比洞賽更具戲劇性。自此，當兩位球員在上個洞成績並列時，該洞的值將被保留並添加到下一洞的值中。 並列越多皮的價值就越大，最終的收益就越大。
剃頭 (Skull)
打剃頭球意味著鐵桿的前緣與球接觸，通常導致低射使距離比預期遠且很少甚至沒有旋轉。剃頭球幾乎是由於高爾夫球員誤擊而造成的。等同術語“剃刀”和“打薄”。
右切球〈對於右撇球員而言〉 (Slice)
一個打擊最初漸朝球員揮桿面飛行，但最終急劇離開球員彎去的彈道。一般情況右切球是無意的；但是好手亦能刻意以此創造優勢。對於水平較差的球員來說右切球則是最常見的失誤。有相同軌跡但程度較小的彈道統稱為“右曲球”。高手經常刻意打右曲球來達成側旋。彈道彎曲的飛行則是側旋的結果。因此“右切球”這術語不適用在推桿狀態。
球場難度等級 (Slope rating)
球場難度等級是以數字顯示，範圍從55到155，用於鑑定柏忌球員打完該球場的難度。一座“普通”球場的球場難度等級為113。
遽轉左鉤球〈對於右撇球員而言〉 (Snap hook)
對於右撇球員而言，通常是直接從左側彎曲省去從先右再左的嚴重左鉤球。同樣情形若指左撇球員則是直接向右嚴重鉤球的情況。
堆雪人 (Snowman)
一洞得分為八桿就是在堆雪人。此稱源自英、美人士習慣疊兩個零寫阿拉伯數字的八（8）看起來像雪人的身體。
高爾夫球隊 (Society)
一群有組織的高爾夫球員，通常不隸屬於任何高爾夫球場。成員通常來自同一工作場所、專業球員、母校, or或其他協會。
桿頭底部 (Sole)
任何類型高爾夫球桿的底部或底面。這是球桿在打球時可能觸地的部分。
球標暫移 (Span)
當球標妨礙他人推桿路線時須做暫時的移開。
推速 (Speed)
推桿的速度。正確的推桿“速度”將使球推入洞或使球停在離洞杯18英寸內。此外，推球時需將推速和轉折合併估算。
斯普拉扣 (Sprachle)
通常，這是指玩得不好。斯普拉扣是蘇格蘭語。
球亂噴 (Spray)
相較預定的目標，打出方向不一致的球，看似完全隨機的擊球方向。
史特伯弗賽制 (Stableford)
基於點數的計分系統。每洞相對於標準桿獲得的擊球次數轉換為設定的點數，以累積最高點數的球員獲勝。
果嶺測速器 (Stimpmeter)
一種用於測量果嶺速度的設備。
策略洞 (Strategic)
高爾夫球洞設計的一種，球員可以選擇擊球方式來平標準桿。通常危險機率最小的選擇就會是平標準桿可能性最小。亦比擬為陷阱洞。
近洞一擊 (Stony)
英美早期高爾夫術語可溯及1800年代後期，意指擊球落點接近旗桿。
擊球指數 (Stroke Index)
分配給每個洞的數據，並印在記分卡上，以指示該洞應採取的差點參考。
比桿賽 (Stroke play)
擊球桿數最少的球員獲勝的比賽方式。大多數職業比賽都是比桿賽。
阻推 (Stymie)
早年規則不允許在果嶺上將擋住另一位球員推球路徑的球移開或標記。遲至1952年改掉此不合時宜的規則，現已可以在果嶺上標記球的位置，好讓其他球員毫無阻礙地推球入洞。
週日球袋 (Sunday Bag)
一種小巧輕便的高爾夫球袋。按傳統桿弟周日不上班，因此球員會將球桿裝在這樣的球袋中。現常用於攜帶少量球桿或旅行打球時，只因全尺寸的球袋顯得不必要或不方便。
週日桿或安息日桿 (Sunday Stick or Sabbath Stick)
在嚴守安息日的社會中，先將高爾夫球桿偽裝成手杖再用於週日秘密高爾夫球聚的暱稱。
甜蜜點 (Sweet-spot)
球桿表面上達到最佳擊球效果的位置。球越靠近甜蜜點，傳遞功率就越高。在擊中最佳位置時亦稱為擊中螺絲釘。
揮桿 (Swing)
高爾夫球員用他/她的身體和球桿進行擊球的動作。高爾夫揮桿動作是由身體做出一系列複雜的機械動作所組成。完美的揮桿被封為這項運動的“聖杯”，如何實現“完美”的方法很多。儘管有諸多“教科書”，但是一個完美的揮桿對於每個人都是獨特的，且實際上，人們不可能完美地複制教科書的高爾夫揮桿。

## T
並列 (T)
計分板上“並列”的縮寫，表示一球員與另一球員桿數相同。例如計分板顯示T2時意即該球員與一位或多位球員並列第二。
互讓 (Tap-in)
互讓通常被稱為“讓與”，球停的位置非常接近洞，只剩下很短的推距。通常，友誼賽時球員會相約“承認”互讓以節省時間。
目標線 (Target-line)
目標線是從球到其預期目標之間的直線。同時向後延伸。
球梯 (Tee)
一支由木頭或塑料製成的小釘樁，用於放置地面，方便高爾夫球可以在該洞開球時架高。請參照開球區條目。
開球區 (Teeing ground)
每洞開球的區域。一個特定開球區是兩支球桿的深度。球必須在開球區標誌之間置梯，開球區標誌定義開球區的寬度，且不能超過該梯台的縱深。開球區標誌是有色的，但沒有規範顏色的配置。“開球區”是指一組發球台。 大多數球場至少要有三種開球區標誌；甚至多達兩倍。放置開球區標誌的範圍稱為“梯台”。
揮速 (Tempo)
從發動到擊球再到送桿結束的整個變化涵蓋在揮桿速度的平順穩定中。
十指握桿法 (Ten-finger grip)
十根手指都握在球桿的握把上。亦稱為球棒握桿法 。
打薄 (Thin shot)
通常屬無意的糟糕擊球，桿頭擊球過高。即使盡全力但仍打在球的中心線或略下時將使球產生“剃刀”效應。 偶爾，當球停在果嶺周邊時，高手會故意打薄球以達到特定的效果。 
通過線 (Through line)
推桿時如果推的球越過洞，球將繼續前進的假想路徑。PGA球員和老手通常會在洞的周圍撿球或標記時觀察到。
果嶺通道 (Through the green)
高爾夫球場的整個區域，除了該洞的開球區、該洞的果嶺以及球場上的沙坑及處罰區以外的一般區域。 
老虎滿貫 (Tiger Slam)
連續四次贏得大滿貫賽事冠軍但不在同一日曆年內。
提示 (Tips)
高爾夫球場上錦標賽的開球區標誌被稱為“提示”。
桿頭趾部 (Toe)
球桿頭的最遠端（距球桿座最遠）。
剃頭球 (Topped)
失誤的打擊，球桿頭撞擊在球的頂部，導致球滾動或反彈而不是飛行。
樹擊 (Tree shot)
不良打擊使球擊中了樹木的葉子、樹枝和/或樹幹，並導致不利的情況，像是出界、跳進障礙或距離短於預期。
三柏忌 (Triple bogey)
一個洞成績比標準桿高出三桿。
火雞 (Turkey)
一回合高爾夫球賽事中連續三個洞抓到小鳥球。

## U
無法打之球 (Unplayable)
球員可以在比賽中隨時聲明自己的球無法打（發球區除外），以罰一桿脫困。可將球拋在兩隻球桿長度內，也可以拋在與球洞成一直線無限延伸的後方處， 或打擊上一桿的地方。在沙坑或處罰區內宣佈無法打的比賽球必須拋在該沙坑或處罰區內。
一切一推 (Up and down)
球員從果嶺旁以兩桿將球打進洞的情況。第一擊通常是“劈起”、“挖沙坑”或“起撲”，將球“切上”到果嶺，隨後的推桿將球“推下”到洞中。 變體稱為“一切一進”。
美國高爾夫協會 (USGA)
美國和墨西哥的高爾夫管理機構 。USGA與R＆A一起制定並解釋《高爾夫規則》 。
美國職業高爾夫球員協會 (USPGA)
美國職業高爾夫球員的主要組織。通常稱為“美國PGA”。

## V
瓦登握桿法 (Vardon grip)
一種常見的球桿握法，將（對於右撇球員而言）右小指放在左食指的上方。亦稱為重疊握桿法，以20世紀初冠軍哈利·瓦登之名命名。
跳除鬥美 (Vaulting dormie)
比洞賽中可能發生的情況，球員或球組在不經過鬥美的情況下將領先轉為勝利，為正常比賽結束時保證平手的最底限─例如，將8洞領先剩9洞變為領先 9洞勝8洞的局面。

## W
練揮桿 (Waggle)
球員在擊球前調整身體、球桿和/或練習揮桿的預揮程序。
我們是高爾夫 (We Are Golf)
由美國俱樂部經理協會、美國球場管理人協會、全國球場主協會和美國PGA組成的聯盟，著重強調高爾夫球運動的經濟和社會影響。
挖起桿 (Wedge)
一種高爾夫球桿；專為短距離設計的鐵桿。在所有種類的球桿中，挖起桿的桿面仰角最大。
揮空 (Whiff)
球員意圖揮桿擊球卻未能與球產生接觸。揮空必須計算一桿。
冬季果嶺 (Winter green)
通常會將球道某區用作臨時果嶺以防止在惡劣的冬季天氣期間損壞正常果嶺。 特別是在日本某些球場，會將洞安排兩種不同草種的果嶺，一種用於夏季，另一種用於冬季。
冬季規則 (Winter rules)
參照較佳球位 (Preferred lies)
持續領先 (Wire-to-wire)
在巡迴賽的每一回合都保持領先（可能包括並列也可能不包括並列）
木桿 (Wood)
一種球桿其桿頭通常（球桿面除外）呈球莖狀；之所以命名，是因為桿頭最初是用木頭製成的，儘管現在幾乎都是金屬了。在所有打擊球桿的種類中，木桿的桿面仰角是最小的。推桿的仰角則會小至2-4度，而開球桿通常有8-14度的仰角。
燒蟲子 (Worm burner)
一種彈道超級低且時而重擊地面的擊球。

## Y
推球顫抖 (Yips)
推球時有抽搐的趨向。令一些頂級職業球員的生涯遭到困擾甚至被毀。在職業生涯中經常與推球顫抖奮戰的著名高爾夫球員包括山姆·史耐德 、本·侯根 以及最近的伯納德·蘭格。

## Z
辛格球 (Zinger)
擊球時以桿頭前緣附近重擊球的高部位，導致彈道偏低和感到輕微的手振。

## 附加閱讀
- 高爾夫概要 (Outline of golf)
- 飛盤高爾夫球術語表 (Glossary of disc golf terms)

## 外部連結
- .   [2020-08-16]. （原始内容存档于2019-11-22）.
- .   [2020-08-16]. （原始内容存档于2012-05-01）.